# Kosinus
Kosinus je goniometrická funkce.

Graf funkce kosinus

Pro označení této funkce se obvykle používá značka cos doplněná značkou nezávisle proměnné (zpravidla úhlu).
V pravoúhlém trojúhelníku bývá definována jako poměr přilehlé odvěsny a přepony. Definici lze konzistentně rozšířit jak na celá reálná čísla, tak i do oboru komplexních čísel.
Grafem kosinu v reálném oboru je kosinusoida (posunutá sinusoida).

## Kosinus na jednotkové kružnici

Kosinus α na jednotkové kružnici

Kosinus se jednoduše definuje na jednotkové kružnici (kružnici se středem v počátku a s poloměrem 1): Je-li α úhel, který má počáteční rameno v kladné poloose x a je orientovaný od kladné poloosy x proti směru hodinových ručiček, je cos α roven x-ové souřadnici průsečíku této kružnice s koncovým ramenem úhlu α, jinak řečeno, rovná se (v absolutní hodnotě) délce úsečky z počátku k patě kolmice spuštěné z tohoto průsečíku na osu x.
Délce této kolmice, přesněji (s ohledem na znaménko) y-ové souřadnici průsečíku jednotkové kružnice s koncovým ramenem úhlu α, je pak roven sin α.
Poloměr, kolmice a tato úsečka tvoří pravoúhlý trojúhelník, pro nějž platí Pythagorova věta, takže platí:
(sin α)2 + (cos α)2 = 1.
Na jednotkové kružnici je také vidět, že kosinus je v prvním a čtvrtém kvadrantu nezáporný (≥ 0), kdežto ve druhém a třetím nekladný (≤ 0). V prvním a druhém kvadrantu je klesající, ve třetím a čtvrtém rostoucí.
Orientovaný úhel lze rozšířit na všechna reálná čísla předpisem {\displaystyle \alpha +k\cdot 2\pi } v úhlové míře resp. {\displaystyle \alpha +k\cdot 360^{\circ }} v míře stupňové, kde {\displaystyle k} je celé číslo. Kosinus lze tedy konzistentně definovat jako funkci na celé množině reálných čísel:

## Kosinus v reálném oboru
Funkce {\displaystyle y=\cos x\,\!} má následující vlastnosti (kde k je libovolné celé číslo):
- Definiční obor: {\displaystyle \mathbb {R} } (reálná čísla)
- Obor hodnot: {\displaystyle \langle -1;1\rangle }
- Rostoucí: v každém intervalu {\displaystyle \left(\pi +2k\pi ,2\pi +2k\pi \right)}
- Klesající: v každém intervalu {\displaystyle \left(2k\pi ,\pi +2k\pi \right)}
- Maximum: +1 v bodech {\displaystyle 2k\pi }
- Minimum: −1 v bodech {\displaystyle \pi +2k\pi }
- Derivace: {\displaystyle (\cos x)'=-\sin x\,\!}
- Integrál: {\displaystyle \int \cos x\,\mathrm {d} x=\sin x+c}
- Taylorův polynom: {\displaystyle \cos x=1-{\frac {x^{2}}{2!}}+{\frac {x^{4}}{4!}}-{\frac {x^{6}}{6!}}+\cdots =\sum _{n=0}^{\infty }{\frac {(-1)^{n}x^{2n}}{(2n)!}}=\sum _{n=0}^{\infty }{\frac {(-x^{2})^{n}}{(2n)!}}}
- Inverzní funkce (na intervalu {\displaystyle \langle -1;1\rangle } a oborem hodnot {\displaystyle \textstyle \left\langle 0,\pi \right\rangle }: Arkus kosinus (arccos)
- Kosinus dvojnásobného argumentu: {\displaystyle \cos(2x)=\cos ^{2}x-\sin ^{2}x}
- je:
  - sudá
  - omezená shora i zdola
  - periodická s periodou {\displaystyle 2k\pi }

## Kosinus v komplexním oboru
Funkce kosinus je v komplexních číslech definována součtem řady
{\displaystyle \cos z=1-{\frac {z^{2}}{2!}}+{\frac {z^{4}}{4!}}-{\frac {z^{6}}{6!}}+\cdots =\sum _{n=0}^{\infty }{\frac {(-1)^{n}z^{2n}}{(2n)!}}}
která konverguje na celé komplexní rovině. Pro každá dvě komplexní čísla z1,z2 platí:
{\displaystyle \cos z={\frac {e^{iz}+e^{-iz}}{2}},}
{\displaystyle \cos \left(z_{1}+z_{2}\right)=\cos z_{1}\cos z_{2}-\sin z_{1}\sin z_{2},}
{\displaystyle \cos iz=\cosh z,\,}
Tyto vzorce plynou přímo z příslušných definičních mocninných řad daných funkcí. Kosinus je na celé komplexní rovině jednoznačná holomorfní funkce.